# Ascensión del Olmo Orozco
Ascensión del Olmo Orozco es una astrónoma española, científica titular en el Departamento de Astronomía extragaláctica del Instituto de Astrofísica de Andalucía.